# ناندين مستأنس

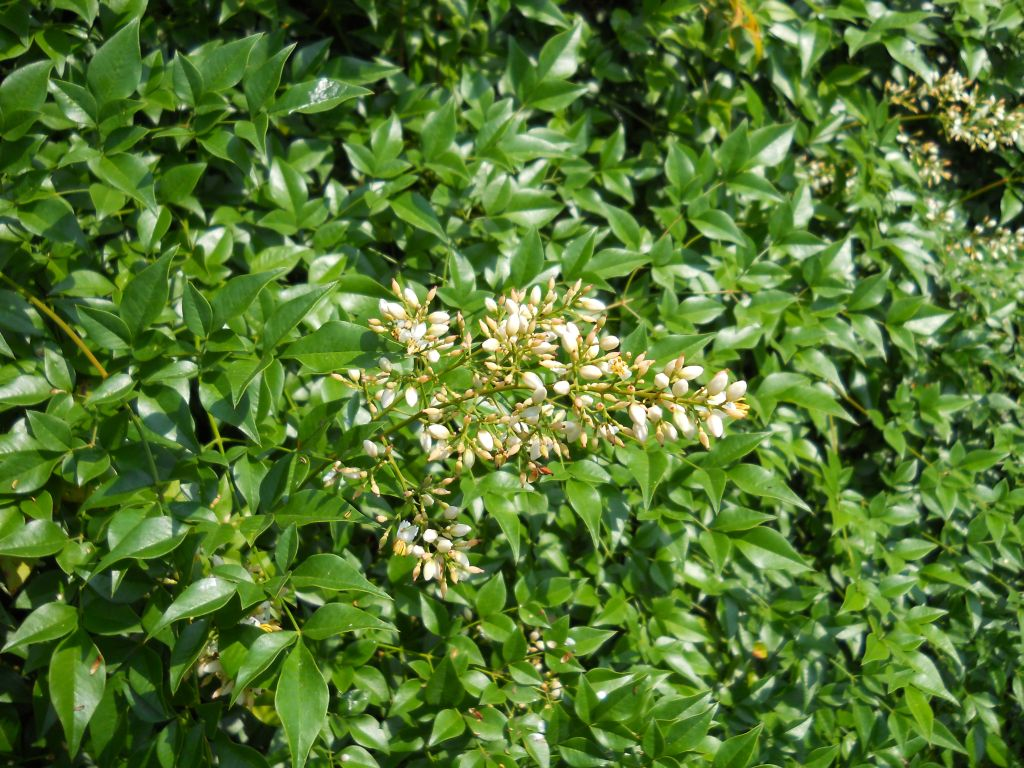

ناندين مستأنس (الاسم العلمي: Nandina domestica) هو نوع من النباتات يتبع جنس الناندين من الفصيلة البرباريسية.